# Gynter Mödder

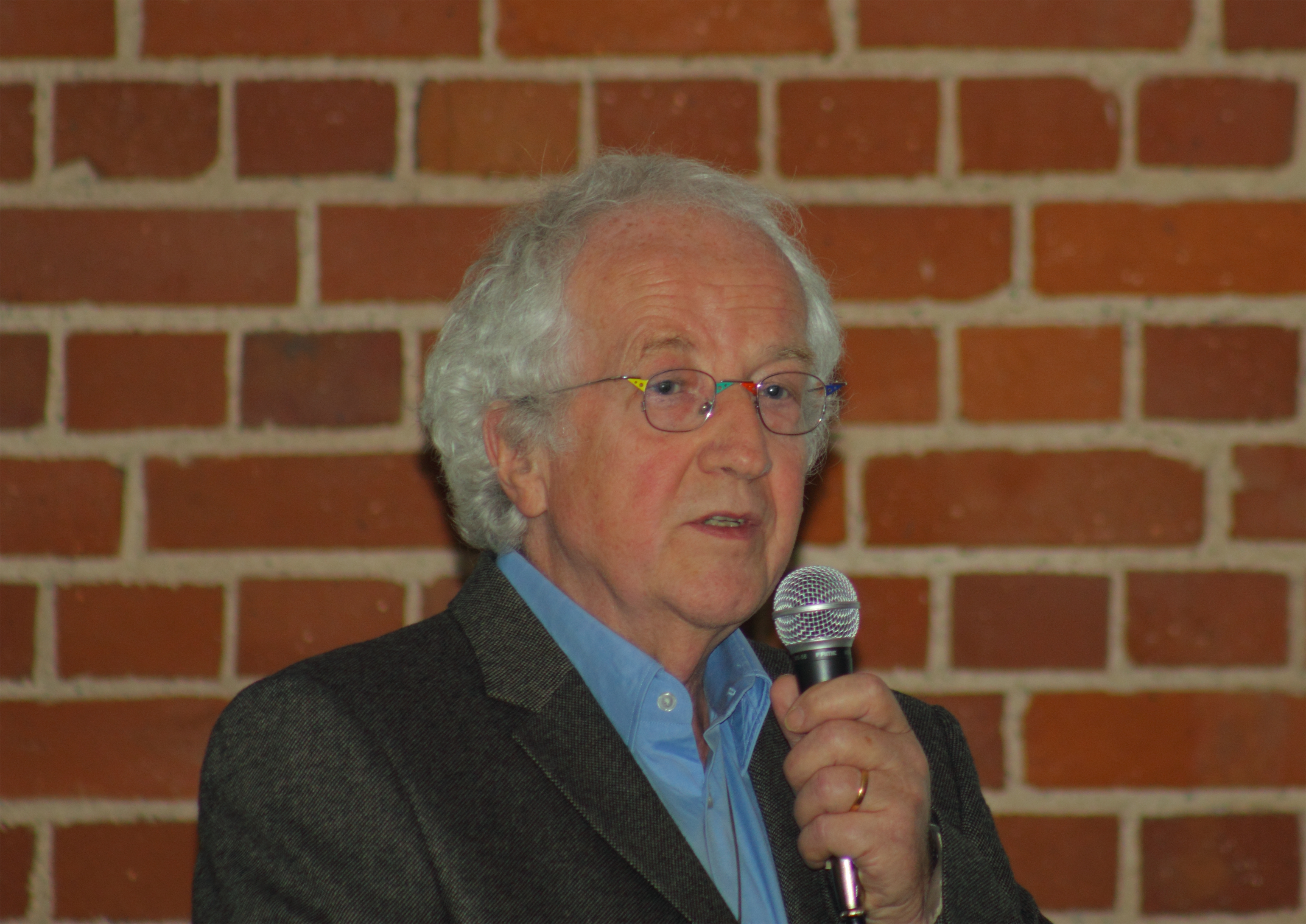
Gynter Mödder, 2012

Gynter Mödder (* 15. September 1942 bei Köln; † 31. August 2024) war ein deutscher Nuklearmediziner, Hochschullehrer und Schriftsteller.

## Medizin und Wissenschaft
Nach dem Studium der Medizin von 1963 bis 1968 in Köln und Kiel und seiner Approbation im Jahre 1969 wurde Gynter Mödder 1970 in Köln promoviert. Er bildete sich auf den Gebieten Pharmakologie, Neurochirurgie und Radiologie weiter. Nach seiner 1980 erfolgten Habilitation in Nuklearmedizin wurde er Privatdozent und 1987 Professor. Sein Hauptarbeitsgebiet am Radiologischen Institut der Universitätsklinik Köln-Merheim war zunächst die Klinische Nuklearmedizin (mit Schwerpunkten Schilddrüse und Eisenstoffwechsel). Mödder war an der Gestaltung des die Schilddrüse betreffenden Abschnitts in Innere Medizin von Gerd Herold beteiligt. Neben der medizinischen Tätigkeit verfasste er unter anderem Lehrbücher, die in mehrere Sprachen übersetzt wurden, über 150 wissenschaftliche Arbeiten und belletristische Werke. Im Jahre 2002 wurde ihm in Kalkutta der Vickram Sarabhai Memorial Award verliehen.
Ab 1991 hatte Mödder in Köln eine Spezialpraxis für Nuklearmedizin: Schilddrüsenambulanz und Zentrum für Radiosynoviorthese (Nuklearmedizinische Therapie schmerzhafter Gelenkerkrankungen, zum Beispiel bei Arthrose und Rheuma). Gemeinsam mit seiner Frau, der Internistin, Malerin und Lyrikerin Renate Mödder-Reese, gründete er in ihrem Wohnhaus in Bergheim-Glessen (Rhein-Erft-Kreis) als Persiflage auf „normale“ Museen das „MAUSEUM, erstes und bedeutendstes Mäusemuseum nördlich des Südpols“, in dem auch Lesungen des von ihm geleiteten Autorenkreises Rhein-Erft stattfinden.

## Bücher
Mit seinen wissenschaftlichen Publikationen machte Mödder sich in Fachkreisen auch international einen Namen. Einem breiteren Publikum in Deutschland wurde er mit populärwissenschaftlichen Büchern wie Leben mit Strahlen – Risiken und Chancen der Radioaktivität (Bund-Verlag, Köln 1988), Erkrankungen der Schilddrüse (Springer, Berlin 1998) sowie den Romanen Tiefgang, der Mäusephilosoph (mit Illustrationen von Carl Lambertz, Maria Reese und Renate Mödder-Reese – Bund-Verlag, Köln 1990), Laßt mich leben! (Rake-Verlag, Rendsburg 1996) und Gullivers fünfte Reise (Verlag Landpresse, Weilerswist 2005) bekannt. Über diese Satire auf Gesellschaft und Wissenschaft schrieb die Kölnische Rundschau: „Mödder brennt ein gigantisches Feuerwerk von Ideen ab […] Gullivers fünfte Reise ist paradox und sprachwitzig, eine vergnügliche literarische Tour nach Absurdistan.“ Die zahlreichen Abbildungen in dieser Fortschreibung des Hauptwerks von Jonathan Swift stammten von Carl Lambertz (1910–1996). Das Vorwort verfasste der Münsteraner Swift-Experte Hermann Josef Real.
Zu den weiteren belletristischen Werken Mödders, der auch Anthologien und mehrere medizinische Buchreihen herausgab, gehörte der Text-/Bildband Engel und Geister (mit Illustrationen von Carl Lambertz, Wachholtz-Verlag, Neumünster 1991). Außerdem veröffentlichte er Texte für Comics und Gedichte („Gedychte“) in Anthologien (unter anderem beim Verlag Landpresse). Gynter Mödder war Mitglied im VS, im Verband deutscher Schriftstellerärzte und im PEN-Zentrum Deutschland.

## Rezensionen
Bücher von Gynter Mödder wurden unter anderem in der FAZ, Kölnischen Rundschau, im Kölner Stadt-Anzeiger und Deutschen Ärzteblatt vorgestellt.